# Enrique Morse
Enrique Morse (Brome, Suffolk, 1595-Tyburn, Londres, 1 de febrero de 1645) fue un jesuita inglés, venerado como santo por la Iglesia Católica, por haber sido martirizado durante el período de Reforma en Inglaterra.

## Biografía
Nacido en la Iglesia Anglicana en 1595 en una familia de la pequeña nobleza, cuando estudiaba leyes en Londres, se adhirió al Catolicismo y se ordenó sacerdote en Roma. En 1624 volvió a Inglaterra y realizó sus votos de Jesuita en prisión, ante su compañero de cautiverio en York, el Padre John Robinson, con quien compartió la cárcel. A continuación fue desterrado a Flandes. De vuelta a Inglaterra, de modo clandestino, ayudó a los enfermos durante una epidemia de peste en 1636, contrajo la enfermedad y salió sano de ella.
Fue retenido y acusado de predicar a los protestantes solicitando su conversión al catolicismo. Fue condenado a muerte en 1645. El día de su ejecución celebró en la cárcel la santa misa. Camino del cadalso observaron el cortejo los embajadores de países católicos de Francia, España y Portugal, con sus séquitos correspondientes, para rendir homenaje al mártir. En el patíbulo, con la soga en su cuello, declaró profesar su religión y haber trabajado siempre por el bienestar de sus conciudadanos, negando rotundamente que hubiera organizado o participado en conspiración alguna contra el rey, a continuación, rezó en alta voz por la salvación de su alma, por la de sus perseguidores y por el Reino de Inglaterra. Murió ahorcado el 1 de febrero de 1645.
Fue beatificado en 1929 por Pío XI y canonizado el 25 de octubre de 1970, por Pablo VI como uno de los 40 mártíres de Inglaterra y Gales.
Su fiesta particular se celebra el 1 de febrero y la fiesta del grupo de 40 mártíres de Inglaterra y Gales el 25 de octubre.